# Nelsonville (Ohio)
Nelsonville – miasto w Stanach Zjednoczonych, w południowej części stanu Ohio. Liczba mieszkańców w 2000 roku wynosiła 5293.
Z Nelsonville pochodzi Sarah Jessica Parker, amerykańska aktorka.